# Animoji
Animoji（中文名稱“動话表情”）是苹果公司在iPhone X的“訊息”应用程式中新增的一项功能，使用者可以经由Face ID录制臉部表情制作最长10秒的动态emoji表情。Animoji可用于FaceTime视频通话和iMessage。除了iPhoneX，從MacOS 10.14 Mojave也開始支援Animoji。